# لويس رودولف
لويس رودولف (بالإنجليزية: Lewis Rudolph)‏ هو شخصية أعمال أمريكي، ولد في 6 ديسمبر 1919، وتوفي في 28 ديسمبر 2014.